# Àfrica Llatina

Àfrica Llatina

L'Àfrica Llatina és el conjunt d'estats que tenen com una de les seves llengües oficials una llengua romànica o neollatina com ara els idiomes francès, portuguès, italià o castellà.
La majoria d'aquests països pertanyen a la francofonia, que designa la comunitat de persones i països que usen el francès, i que és una organització internacional de la qual són membres de ple dret quaranta-nou estats, a més de quatre membres associats i deu membres observadors. També inclou països de la Comunitat de Països de Llengua Portuguesa i de la Unió Llatina.

## Francès
Països que tenen l'idioma francès com oficial;
| - Benín - Burkina Faso - Burundi - Gabon - Guinea - Djibouti - Camerun - R.D. del Congo - Rep. del Congo - Costa d'Ivori |  | - Mauritània - Madagascar - Mali - Níger - Ruanda - Senegal - Togo - República Centreafricana - Txad |

## Portuguès
Països que tenen l'idioma portuguès com oficial;
- Angola
- Guinea Bissau
- Cap Verd
- Moçambic
- São Tomé i Príncipe

## Castellà
Països que tenen l'idioma castellà com oficial;
- Guinea Equatorial